# (37022) Robertovittori
(37022) Robertovittori ist ein Asteroid des Hauptgürtels, der am 22. Oktober 2000 von den italienischen Astronomen Francesco Manca und Graziano Ventre am Osservatorio Astronomico Sormano (IAU-Code 587) bei Sormano in der Provinz Como entdeckt wurde.
Der Asteroid wurde am 24. Juni 2002 nach dem italienischen ESA-Astronauten Roberto Vittori (* 1964) benannt, der dreimal an Missionen zur ISS teilnahm.